# AEROMEC
A AEROMEC é uma empresa de manutenção de aeronaves integrada no Grupo Omni Aviation, um grupo português com mais de 30 anos de experiência e que é hoje uma referência global e um dos mais importantes grupos privados de aviação em Portugal, contando com uma frota de +60 aeronaves e uma presença global com cerca de 1000 colaboradores (Portugal e Brasil).
A AEROMEC é uma empresa de MRO certificada EASA Part 145, ISO 14001, AQAP 2120 e PMAR 145 (entre outras), tendo presença em Portugal, Brasil, Cabo Verde, Moçambique, São Tomé e Príncipe, Camarões e Guiné Equatorial.
Entre os principais serviços da AEROMEC, destaca-se a manutenção de aeronaves (asa fixa e rotativa) no setor da aviação comercial, aviação executiva e aviação de defesa.
Como resultado da expansão da sua atividade ao longo dos últimos anos, a AEROMEC presta vários tipos de serviços, como é o caso do departamento de Modificações & Upgrades (sendo empresa parceira da Universal Avionics e Garmin Aviation), reparação de componentes e comercialização de sistemas de combate aéreo a incêndios.

## História
A empresa integra o Grupo Omni Aviation desde 1996 e além de ser responsável pela manutenção de todas as aeronaves do Grupo (+60 aeronaves),
Em termos de operações worldwide, a AEROMEC fornece serviços a clientes externos, nomeadamente na Europa, Médico Oriente e em África, incluindo:
• Serviços MRO para aviação comercial, aviação executiva e aviação de defesa.
• Manutenção de base e de linha
• Aviónicos, Modificações e Upgrades
• Reparação de componentes (wheels, brakes and propellers), restauro de interiores, NDTs, entre outros…

## Frota e capacidade técnica
Asa fixa:
• ATR 72 e 42
• Beechcraft 200 e 1900
• Falcon 50/900
• Learjet 31/40/45
• Cessna Citation
• Airbus A320 family
• Boeing 737 e 777
• Lockheed Martin C-130 B-H
• Lockheed Martin P-3
• AIRBUS C-212 / CN235 e C295

Asa rotativa:
• Bell 206/212/222/412
• Sikorsky S-61/S-76/S-92
• Leonardo (AgustaWestland) AW139
• AIRBUS AS350/EC135/EC155/EC225

## Certificações
• Approved Maintenance Organization EASA Part 145
• Aircraft Maintenance Organization AQAP 2120
• Environment Management System 14001:2015
• PMAR 145